# Avenue des sciences (Gif-sur-Yvette)
L'avenue des sciences est une voie du quartier du Moulon (plateau de Saclay), à Gif-sur-Yvette (Essonne), en France. C'est l'axe majeur de la partie occidentale du pôle scientifique et technologique Paris-Saclay.

## Situation et accès
Construite dans le cadre de l'aménagement du quartier du Moulon par l'Établissement public d'aménagement Paris-Saclay (EPAPS) dans les années 2010, l'avenue des sciences se situe sur les hauteurs de la commune de Gif-sur-Yvette, au cœur du quartier de Moulon. 
Elle prolonge la rue Francis Perrin, qui donne accès au Centre omnisports universitaire du Moulon (COUM), et se termine un kilomètre plus à l'est sur la rue Nicolas Appert. La majeure partie de l'avenue est partagée entre la voie de bus en site propre qui traverse le plateau de Saclay et une route plus classique pour les voitures. La dernière portion de l'avenue à l'ouest est entièrement dédiée aux voitures.
À l'extrémité orientale, l'avenue longe la future ligne 18 du métro, construite dans le cadre du projet du Grand Paris Express. La station Université Paris-Saclay de cette ligne se trouvera le long de l'avenue, en face du site Moissan de l'Université Paris-Saclay.

## Lieux desservis
Du fait de sa situation centrale sur le plateau du Moulon, l'avenue des sciences permet un accès direct à bon nombre de ses infrastructures, notamment universitaires. Ainsi, d'est en ouest, on y trouve le site Henri Moissan de l'Université Paris-Saclay qui abrite notamment la faculté de pharmacie et de biologie, l'IUT d'Orsay, l'Institut des sciences des plantes Paris-Saclay et enfin l'École normale supérieure Paris-Saclay. L'avenue des sciences longe aussi le jardin du Moulon qui permet d'accéder à CentraleSupélec.
Les étudiants peuvent se restaurer grâce au restaurant universitaire CROUS de l'ENS Paris-Saclay ou avec la cafétéria CROUS du centre Henri Moissan située dans le bâtiment de la fondation de l'Université Paris-Saclay.
Plusieurs laboratoires se trouvent le long de l'avenue des sciences comme par exemple le laboratoire interdisciplinaire des sciences du numérique. On trouve aussi le LUMEN, la bibliothèque de l'Université Paris-Saclay inaugurée en 2023, ainsi que le Centre Teilhard de Chardin, centre spirituel de rencontre et de prière catholique.